# Ot Mons
L'Ot Mons è una struttura geologica della superficie di Io.